# Tataouine
Tataouine (in arabo تطاوين, traslitterato anche come Tatooine, Tatahouine, Tatahouïne, Taṭāwīn, Tatawin, Fum Taṭāwīn, Fumm Tattauin, Foum Tatahouine, Fum Tatawin o Foum Tataouine) è una città della Tunisia meridionale, capoluogo del governatorato omonimo. La città è nota per la sua architettura berbera. Anche il nome è berbero e significa "le fonti" (plurale di tiṭ "occhio", "sorgente")
Da Tataouine prende il nome Tatooine, il pianeta natale di Anakin Skywalker nella saga di Guerre stellari; il regista ha infatti girato in Tunisia, presso Tataouine, molte delle scene ambientate su tale pianeta.
Tra i villaggi berberi del distretto di Tataouine i più visitati per le loro particolarità artistiche e religiose sono Chenini, Douiret, Ksar Ouled Soltane e Ksar Hadada.